# Nüwa
Nüwa o Nugua (en xinès tradicional: 女媧; en xinès simplificat: 女娲; en pinyin: Nǚ Wā) és una de les més famoses deesses creadores xineses dins de la mitologia femenina transmesa des de l'època prehistòrica. Segons el mite, va crear la humanitat modelant el fang, va arreglar el cel per posar fi al diluvi i va inventar el sheng, un instrument musical amb forma d'úter (la traducció seria néixer). Es representa en les imatges més antigues com un cap humà i un cos de serpent. Com a dea totèmica o amb el seu paper de dea de la saviesa, era la protagonista d'antigues cerimònies d'iniciació en el curs per a nous joves en la història mítica, i normes d'encanteri i comportament. Com a dea del matrimoni, era venerada en les festes que acabaven en orgies rituals. La dinastia Han va crear un corpus religiós imperial i les dees femenines van ser transformades a nivells secundaris. A Nüwa, van aparellar-la amb Fuxi, personatge masculí, i es representen com dues serpents enllaçades. Dins de la mitologia oficial de la dinastia Tang, la parella de serpents va ser l'única supervivent del diluvi i va ser necessari l'incest sagrat per a crear la humanitat.